# Gwardia Obrony Narodowej
Gwardia Obrony Narodowej – polska konspiracyjna organizacja wojskowa działająca w latach 1940-1941. Uczestniczyła w Centralnym Komitecie Organizacji Niepodległościowych. Około 1941 przyłączyła się do Konfederacji Narodu, i wraz z nią została scalona do Związku Walki Zbrojnej.
Na czele Gwardii Obrony Narodowej stał mjr Józef Pater.